# Euro Med Challenge de rugbi XIII
L'Euro Med Challenge de rugbi XIII és una competició de seleccions nacionals de rugbi a 13 (o rugbi lliga) organitzada per la Federació Europea de Rugbi Lliga (RLEF).
La RLEF organitza diverses competicions a Europa seguint criteris geogràfics i d'experiència. A l'edició de 2008 hi van participar les seleccions del Líban, Sèrbia i Rússia. L'any 2009 les tres seleccions participants són Bèlgica, Catalunya i el Marroc.
A partir de la temporada 2010 la Federació Europea reorganitzarà les competicions per seguir criteris únicament de nivell esportiu.

## 2008
Rússia va ser la campiona de l'edició de 2008 en guanyar l'altre favorit, el Líban, al partit decisiu. Alguns dels jugadors libanesos no van poder viatjar fins a Rússia per problemes de visat. Les tres seleccions es van classificar per la Copa d'Europa de Nacions de 2009.
| 22 de setembre |      |        |                      |
| Sèrbia         | 4-30 | Rússia | FK "Kabel", Novi Sad |

| 28 de setembre |      |       |                     |
| Rússia         | 80-0 | Líban | Estadi Fily, Moscou |

| 5 d'octubre |       |        |                                    |
| Líban       | 20-14 | Sèrbia | Estadi Municipal de Beirut, Beirut |

| Classificació |    |   |   |   |     |    |      |     |
|               | PJ | G | E | P | PF  | PC | Dif. | Pts |
| Rússia        | 2  | 2 | 0 | 0 | 110 | 4  | +106 | 4   |
| Líban         | 2  | 1 | 0 | 1 | 20  | 94 | -74  | 2   |
| Sèrbia        | 2  | 0 | 0 | 2 | 18  | 50 | −32  | 0   |

## 2009
A l'edició de 2009 hi van participar dues noves seleccions que debutaven en competició oficial, Bèlgica i Catalunya, així com el Marroc.
| 4 de juliol                  |                                                 |                                                                                         |                                        |
| Catalunya                    | 6-29                                            | Marroc                                                                                  | Estadi Municipal, Torroella de Montgrí |
| Assaig: Pellisier Conv: Homs | (Detalls) Arxivat 2009-12-08 a Wayback Machine. | Assaigs: Nhari, Nicolas, Khattabi, Kriouache, Lamarti Conv: Lamarti (4) Drop: Kriouache | Estadi Municipal, Torroella de Montgrí |

| 25 de juliol                                                         |                                                 |                                                      |       |
| Bèlgica                                                              | 28-22                                           | Catalunya                                            | Wavre |
| Assaigs: Outara (2), Samsam (2), Radelet, Gagnon Conv: M. Keeble (2) | (Detalls) Arxivat 2011-07-10 a Wayback Machine. | Assaigs: Calvin, Petanas, Pistone (2) Conv: Homs (3) | Wavre |

| 15 d'agost |       |         |                                   |
| Marroc     | 46-12 | Bèlgica | Stade de la Méditerranée, Besiers |
|            |       |         | Stade de la Méditerranée, Besiers |

| Classificació |    |   |   |   |    |    |      |     |
|               | PJ | G | E | P | PF | PC | Dif. | Pts |
| Marroc        | 2  | 2 | 0 | 0 | 75 | 18 | +57  | 4   |
| Bèlgica       | 2  | 1 | 0 | 1 | 40 | 68 | -28  | 2   |
| Catalunya     | 2  | 0 | 0 | 2 | 28 | 57 | -29  | 0   |